# 쇼파르 엔터테인먼트의 음반
이 문서는 쇼파르 엔터테인먼트에서 발매한 음반 목록이다.

## 2010년대
- 2011년 4월 7일 김지수 - [Digital Single] Chocolate Drive[1]
- 2011년 5월 17일 김지수 - Kim Ji Soo 1st Mini Album
- 2011년 7월 28일 김지수 - [Digital Single] Friday
- 2011년 9월 30일 김지수 - [Digital Single] 가을이 오네요
- 2012년 1월 18일 김지수 - [Digital Single] 더 좋아[2]
- 2012년 2월 29일 김지수 - 드림하이2 OST Part.6[3]
- 2012년 3월 21일 김지수 - [Digital Single] 해바라기[4]
- 2012년 5월 30일 김지수 - Vintage Man
- 2012년 6월 29일 스웨덴 세탁소 - [Digital Single] Happy Birthday Waltz
- 2012년 7월 30일 김지수, 바닐라 어쿠스틱 - [Digital Single] 썬글라스
- 2012년 9월 6일 바닐라 어쿠스틱 - [Digital Single] 쿠키,커피
- 2012년 9월 7일 스웨덴 세탁소 - [Digital Single] 우리가 있던 시간
- 2012년 9월 12일 바닐라 어쿠스틱 - 반지하 로맨스
- 2012년 11월 9일 스웨덴 세탁소 - From.Paris
- 2012년 11월 22일 김지수 - [Digital Single] 사랑,그건 거짓말
- 2012년 11월 30일 바닐라 어쿠스틱 - [Digital Single] 대화가 필요해
- 2012년 12월 12일 스웨덴 세탁소 - [Digital Single] Just Christmas
- 2013년 1월 25일 스웨덴 세탁소 - [Digital Single] 달 달 무슨 달[5]
- 2013년 2월 4일 바닐라 어쿠스틱 - [Digital Single] 숨은 마음 찾기
- 2013년 2월 22일 스웨덴 세탁소 - [Digital Single] 단 한 번도 넌
- 2013년 2월 23일 김지수 - 돈의 화신 OST Part.3
- 2013년 3월 15일 김지수 - [Digital Single] `Cover&Cover` Part.1[6]
- 2013년 4월 12일 스웨덴 세탁소 - [Digital Single] 다시,봄
- 2013년 4월 23일 바닐라 어쿠스틱 - 2nd Part.1
- 2013년 5월 27일 김지수 - [Digital Single] Don`t Let Me Go
- 2013년 6월 11일 스웨덴 세탁소 - [Digital Single] 버려진 것들
- 2013년 6월 18일 바닐라 어쿠스틱 - [Digital Single] 헤픈 남자
- 2013년 7월 17일 김지수 - A Beautiful Love
- 2013년 8월 5일 김사랑 - Human Complex Part.1
- 2013년 9월 17일 스웨덴 세탁소 - [Digital Single] 목소리
- 2013년 10월 2일 바닐라 어쿠스틱 - 2nd Part.2
- 2013년 10월 18일 스웨덴 세탁소 - 잠들 때까지
- 2013년 12월 3일 김지수 - [Digital Single] `Cover&Cover Part.2
- 2014년 1월 2일 바닐라 어쿠스틱 - [Digital Single] Hey You
- 2014년 1월 17일 김지수 - [Digital Single] 말하고 있어[7]
- 2014년 3월 7일 스웨덴 세탁소 - [Digital Single] 안돼
- 2014년 3월 14일 바닐라 어쿠스틱 - [Digital Single] 나 요즘
- 2014년 4월 24일 레터플로우 - [Digital Single] 어느 날의 오후
- 2014년 5월 2일 김지수 - [Digital Single] 여기는 달[8]
- 2014년 5월 26일 스웨덴 세탁소 - [Digital Single] Night
- 2014년 5월 30일 바닐라 어쿠스틱 - 호텔킹 OST Part.4
- 2014년 6월 13일 바닐라 어쿠스틱 - Eudaimonia Part.1
- 2014년 7월 10일 레터플로우 - [Digital Single] 돌아서다
- 2014년 8월 8일 김사랑 - Human Complex Part.2
- 2014년 8월 22일 바닐라 어쿠스틱 - [Digital Single] 반말도 못했어
- 2014년 9월 5일 레터플로우,스웨덴 세탁소 - [Digital Single] 흩어진다
- 2014년 9월 19일 김지수 - Sensitive A.M
- 2014년 10월 10일 타린 - [Digital Single] 타린의 콜라보 프로젝트 `우린` Part.1[9]
- 2014년 10월 24일 레터플로우 - 누군가로부터
- 2014년 11월 14일 바닐라 어쿠스틱 - [Digital Single] 니가 궁금해
- 2014년 11월 21일 스웨덴 세탁소 - 순간
- 2014년 11월 28일 바닐라 어쿠스틱 - [Digital Single] Shin Hye Sung - Once Again #5[10]
- 2014년 12월 5일 볼빨간 사춘기 - 미생 OST Part.4
- 2014년 12월 12일 김지수 - [Digital Single] 상남자의 고백[11]
- 2014년 12월 19일 바닐라 어쿠스틱 - [Digital Single] 나처럼 사랑했을까[12]
- 2014년 12월 19일 최인영 - 스웨덴 세탁소 OST Part.2
- 2014년 12월 31일 타린 - [Digital Single] 타린의 콜라보 프로젝트 `우린` Part.2[13]
- 2015년 1월 16일 쇼파르뮤직 - [Digital Single] 쇼파르뮤직 컴필레이션 Vol.1 (R-e Make And W-e Make)
- 2015년 2월 17일 김지수 - 청춘거지[14]
- 2015년 3월 6일 레터플로우 - [Digital Single] 겨울,그리고 또 겨울
- 2015년 3월 20일 스웨덴 세탁소 - [Digital Single] 고요
- 2015년 4월 17일 바닐라 어쿠스틱 - Eudaimonia Part.2
- 2015년 4월 27일 레터플로우 - [Digital Single] 여행의 시작
- 2015년 4월 28일 미유 - 소녀의 방
- 2015년 5월 14일 타린 - In The Room
- 2015년 6월 13일 스웨덴 세탁소 - [Digital Single] 기념일
- 2015년 6월 26일 레터플로우 - [Digital Single] 뭘 믿고 그렇게 이쁜거니
- 2015년 6월 30일 김지수 - [Digital Single] 소소한 이야기 Part.2
- 2015년 7월 3일 김사랑 - `HUMAN COMPLEX` Integrated
- 2015년 7월 10일 바닐라 어쿠스틱 - [Digital Single] 그 여름처럼
- 2015년 7월 24일 스무살 - 다시,스무살
- 2015년 7월 28일 미유 - 소녀의 두 번째 방
- 2015년 7월 31일 타린 - [Digital Single] 닿을락 말락
- 2015년 8월 21일 김지수 - [Digital Single] 방콕,그대와
- 2015년 9월 3일 타린 - [Digital Single] [#DearMuse #201509 #PinkRibbon][15]
- 2015년 9월 18일 바닐라 어쿠스틱 - [Digital Single] 눈물대신 웃음
- 2015년 9월 21일 미유 - [Digital Single] 어느 맑은 날
- 2015년 9월 25일 스웨덴 세탁소 - [Digital Single] 두 손,너에게
- 2015년 10월 16일 스무살 - [Digital Single] 아득한 별
- 2015년 10월 26일 레터플로우 - 누군가의 하루 Part.1
- 2015년 11월 16일 김지수 - [Digital Single] 그건 아니래
- 2015년 11월 20일 타린 - In The Room Part.2
- 2015년 11월 23일 미유 - [Digital Single] 웃어 줄래
- 2015년 12월 2일 바닐라 어쿠스틱 - 풍선껌 OST Part.5
- 2015년 12월 29일 바닐라 어쿠스틱,스무살 - [Digital Single] 뽀드득
- 2016년 1월 8일 쇼파르뮤직 - [Digital Single] 쇼파르뮤직 컴필레이션 Vol.2 `Romantic Wish`
- 2016년 1월 29일 스무살 - [Digital Single] 그날,그때 우리
- 2016년 2월 5일 바닐라 어쿠스틱 - [Digital Single] I Do Again
- 2016년 2월 25일 레터플로우 - [Digital Single] 괜찮을 줄 알았는데
- 2016년 3월 7일 김지수 - 초코뱅크 OST Part.4
- 2016년 3월 18일 스무살 - 2nd Part.1 `듣고 싶어질 때`
- 2016년 4월 1일 스웨덴 세탁소 - [Digital Single] 시절
- 2016년 4월 22일 볼빨간 사춘기 - Red Ickle
- 2016년 4월 29일 바닐라 어쿠스틱 - [Digital Single] Blind Date
- 2016년 5월 16일 레터플로우 - [Digital Single] 여름꽃은 겨울에 피지 않는다
- 2016년 6월 24일 스무살 - [Digital Single] 어쩌면 위로가 필요했던 우리
- 2016년 7월 11일 레터플로우 - [Digital Single] 우리였던 시간들
- 2016년 7월 16일 바닐라 어쿠스틱 - Sweet Chemistry
- 2016년 8월 5일 스무살 - [Digital Single] Talk About
- 2016년 8월 25일 김지수 - [Digital Single] Rain&U
- 2016년 8월 29일 볼빨간 사춘기 - Red Planet
- 2016년 10월 3일 바닐라 어쿠스틱 - 혼술남녀 OST Part.4
- 2016년 10월 17일 스웨덴세탁소 - 마음
- 2016년 11월 18일 바닐라 어쿠스틱 - [Digital Single] 울컥해
- 2016년 12월 1일 스무살 - 2nd Part.2 `듣고 싶어질 때`
- 2016년 12월 12일 스웨덴 세탁소 - [Digital Single] Like Christmas
- 2016년 12월 21일 볼빨간 사춘기 - [Digital Single] Red Planet `Hidden Track`
- 2016년 12월 27일 볼빨간 사춘기 - 화랑 OST Part.3
- 2017년 2월 22일 바닐라 어쿠스틱 - [Digital Single] 너만 생각나
- 2017년 3월 3일 김지수 - A Dream
- 2017년 3월 23일 레터플로우 - [Digital Single] 완벽해[16]
- 2017년 4월 15일 바닐라 어쿠스틱 - [Digital Single] 데이트
- 2017년 5월 10일 레터플로우 - 누군가의 하루 완성집
- 2017년 5월 17일 볼빨간 사춘기 - 군주 - 가면의 주인 OST Part.2
- 2017년 6월 1일 스웨덴 세탁소 - [Digital Single] 여름밤
- 2017년 6월 13일 볼빨간사춘기,스무살 - [Digital Single] 남이 될 수 있을까
- 2017년 7월 5일 스무살 - 찰나의 찬란함
- 2017년 7월 25일 바닐라 어쿠스틱 - [Digital Single] 맴돌아
- 2017년 8월 21일 김지수 - [Digital Single] 반성
- 2017년 8월 29일 레터플로우 - [Digital Single] 꿈만 같은 걸
- 2017년 9월 12일 스무살 - [Digital Single] 걔 말고
- 2017년 9월 14일 김지수 - 맨홀 OST Part.7
- 2017년 9월 28일 볼빨간사춘기 - Red Diary Page.1
- 2017년 10월 31일 WH3N - [Digital Single] Find Them All #1-WH3N
- 2017년 11월 20일 바닐라 어쿠스틱 - [Digital Single] 끝이 아닌 것 같아서
- 2017년 11월 21일 레터 플로우 - [Digital Single] 이별준비
- 2017년 11월 30일 스웨덴세탁소 - [Digital Single] 바람
- 2017년 12월 5일 스무살 - [Digital Single] 나를 지나고 나면
- 2017년 12월 21일 김지수 - [Digital Single] Favorite
- 2018년 1월 10일 볼빨간사춘기 - [Digital Single] #첫사랑
- 2018년 1월 30일 스무살 - [Digital Single] X
- 2018년 2월 12일 김지수 - [Digital Single] She (그대가 안아준다면,그 어떤 것도 날 춥게 할 수 없습니다)
- 2018년 2월 20일 레터 플로우 - [Digital Single] 너의 아침,너의 오후,너의 밤
- 2018년 3월 30일 스웨덴 세탁소 - 우리집
- 2018년 4월 12일 바닐라 어쿠스틱 - 어울리게 칠해줘
- 2018년 4월 28일 스무살 - [Digital Single] 브레이커스 Part.2[17]
- 2018년 5월 14일 DOKO - Find Them All #3-DOKO
- 2018년 5월 24일 볼빨간사춘기 - Red Diary Page.2
- 2018년 6월 21일 DOKO - [Digital Single] 처음
- 2018년 6월 26일 바닐라 어쿠스틱 - [Digital Single] 좋아해
- 2018년 7월 10일 스무살 - [Digital Single] Bus Stop
- 2018년 7월 17일 볼빨간사춘기 - Red Diary 'Hidden Track'
- 2018년 8월 29일 스무살 - [Digital Single] 니가 생각나는 밤
- 2018년 9월 21일 스웨덴세탁소 - [Digital Single] 그 여름
- 2018년 9월 27일 스무살 - [Digital Single] 미안
- 2018년 10월 12일 보라미유 - 제3의 매력 OST Part.3[18]
- 2018년 10월 31일 바닐라 어쿠스틱 - [Digital Single] 지쳤니
- 2018년 11월 8일 레터 플로우 - 나와의 시간들이 행복하지 않았을 너에게
- 2018년 11월 15일 볼빨간사춘기 - WHY : 당신이 연인에게 차인 진짜 이유 OST - Part.1
- 2018년 11월 21일 보라미유 - [Digital Single] 널 싫어하고 싶어
- 2018년 12월 10일 스웨덴세탁소 - Be Your Christmas
- 2018년 12월 17일 DOKO - [Digital Single] 오늘 종일 같이 있어요
- 2018년 12월 20일 보라미유 - WHY : 당신이 연인에게 차인 진짜 이유 OST - Part.4
- 2019년 1월 31일 레터 플로우 - 잘
- 2019년 2월 11일 스무살 - [Digital Single] 왜 그때는
- 2019년 3월 26일 스웨덴세탁소 - [Digital Single] Rain
- 2019년 4월 2일 볼빨간 사춘기 - 사춘기집1 꽃기운
- 2019년 4월 17일 스무살,보라미유 - [Digital Single] 봄날 크리스마스
- 2019년 5월 24일 WH3N - [Digital Single] 전화
- 2019년 5월 28일 보라미유 - 안녕,뜨거웠던 우리
- 2019년 6월 5일 볼빨간 사춘기 - [Japan Digital Single] 우주를 줄게
- 2019년 6월 13일 레터 플로우 - [Digital Single] 오늘
- 2019년 6월 20일 바닐라 어쿠스틱 - Cobalt Blue
- 2019년 7월 7일 WH3N - [Digital Single] 무엇이 그토록 그대를
- 2019년 9월 10일 볼빨간 사춘기 - Two Five
- 2019년 9월 26일 스웨덴세탁소 - 내가 사랑하는 시간
- 2019년 10월 16일 스무살 - 낮과 밤
- 2019년 11월 10일 바닐라 어쿠스틱 - [Digital Single] 부족해
- 2019년 11월 24일 보라미유 - [Digital Single] 끝난 사이
- 2019년 11월 27일 볼빨간사춘기,WH3N - [Digital Single] New York
- 2019년 12월 10일 스웨덴세탁소 - [Digital Single] 미지
- 2019년 12월 19일 WH3N - [Digital Single] 비밀

## 2020년대
- 2020년 1월 15일 쇼파르뮤직 - [Digital Single] 쇼파르뮤직 컴필레이션 Vol.3 '어색한 사이'
- 2020년 2월 17일 레터 플로우 - [Digital Single] 참 좋았었는데
- 2020년 2월 24일 최유리 - 동그라미
- 2020년 3월 19일 바닐라 어쿠스틱 - [Digital Single] 아닌 척 말하기가
- 2020년 3월 30일 보라미유 - Dear My Color
- 2020년 4월 16일 스웨덴세탁소 - [Digital Single] 사월
- 2020년 4월 28일 WH3N - [Digital Single] 기억
- 2020년 5월 7일 볼빨간사춘기 - [Digital Single] 나비와 고양이[19]
- 2020년 5월 13일 볼빨간사춘기 - 사춘기집 2 꽃 본 나비
- 2020년 6월 4일 최유리 - [Digital Single] 동네
- 2020년 7월 8일 WH3N - [Digital Single] Into Your Arms
- 2020년 7월 29일 보라미유 - [Digital Single] 어쩌다, 여름
- 2020년 8월 7일 볼빨간사춘기 - [Digital Single] 아틀란티스 소녀[20]
- 2020년 8월 12일 보라미유 - 출사표 OST Part.6
- 2020년 8월 30일 스무살 - [Digital Single] 새벽을 달려
- 2020년 9월 8일 김지수 - Drawing Your Name
- 2020년 9월 20일 최유리 - [Digital Single] 답장
- 2020년 9월 29일 스웨덴세탁소 - 우리가 핀 1 - 잔상(殘像)
- 2020년 10월 25일 보라미유 - [Digital Single] 노력했는데
- 2020년 11월 4일 보라미유 - 도도솔솔라라솔 OST Part.9
- 2020년 11월 4일 볼빨간사춘기 - [Digital Single] Filmlet
- 2020년 11월 21일 볼빨간사춘기 - 스타트업 OST Part.12
- 2020년 11월 23일 WH3N - bornxoxo
- 2020년 12월 15일 최유리 - 우리만은
- 2020년 12월 28일 스무살 - [Digital Single] Closer (Me Before You)
- 2021년 3월 18일 WH3N - [Digital Single] 너 없인 내가 아냐
- 2021년 4월 1일 스무살 - [Digital Single] 별을 세던 밤
- 2021년 4월 13일 최유리 - 둘이
- 2021년 4월 21일 보라미유 - [Digital Single] 미인 (2021)
- 2021년 4월 28일 김지수 - [Digital Single] Nothing Without You
- 2021년 5월 24일 스웨덴세탁소 - 우리가 핀 2 - 조각
- 2021년 6월 9일 WH3N - [Digital Single] 떠나든가
- 2021년 6월 23일 스무살 - [Digital Single] 지나가요
- 2021년 7월 14일 최유리 - [Digital Single] 잘 지내자,우리
- 2021년 8월 17일 WH3N - [Digital Single] 부르고 싶은 노래가 있어
- 2021년 8월 25일 보라미유 - [Digital Single] 단밤
- 2021년 9월 7일 스무살 - [Digital Single] 사랑은 특별하고, 이별은 평범하고
- 2021년 9월 20일 보라미유 - [Digital Single] On & On[21]
- 2021년 9월 25일 최유리 - 갯마을 차차차 OST Part.4
- 2021년 10월 26일 볼빨간사춘기 - [Digital Single] Butterfly Effect
- 2021년 11월 9일 보라미유 - [Digital Single] 가끔 내가 생각나는지
- 2021년 11월 12일 스무살 - 지금,헤어지는 중입니다 OST Part.1
- 2021년 11월 23일 스웨덴세탁소 - 사랑의 모양
- 2021년 12월 3일 보라미유 - 지금,헤어지는 중입니다 OST Part.7[22]
- 2021년 12월 16일 최유리 - [Digital Single] 여정 에필로그
- 2022년 2월 24일 WH3N - [Digital Single] 습관
- 2022년 3월 3일 최유리 - 서른,아홉 OST Part.3
- 2022년 3월 16일 최유리 - [Digital Single] 나의 스웨덴세탁소 #1
- 2022년 4월 4일 보라미유 - [Digital Single] 나의 스웨덴세탁소 #2[23]
- 2022년 4월 13일 스무살 - [Digital Single] 더 미안하고 보고 싶고 그래 (스무살 X soundtrack#1)
- 2022년 4월 20일 볼빨간사춘기 - Seoul
- 2022년 5월 3일 최유리 - 오피스에서 뭐하Share? OST (O'PENing)[24]
- 2022년 5월 26일 최유리 - 욕심의 반대편으로
- 2022년 6월 3일 최유리 - 별똥별 OST Part.5
- 2022년 6월 29일 스웨덴세탁소 - [Digital Single] 우리는 우리를
- 2022년 7월 21일 WH3N - [Digital Single] 그만 미워할래
- 2022년 8월 14일 보라미유 - [Digital Single] 통화연결음[25]
- 2022년 8월 24일 최유리 - [Digital Single] 유영
- 2022년 9월 7일 최유리 - 당신이 소원을 말하면 OST Part.6
- 2022년 9월 20일 보라미유 - 어쩌다 전원일기 OST Part.3
- 2022년 9월 28일 보라미유 - [Digital Single] 널 좋아해
- 2022년 10월 5일 최유리 - [Digital Single] 티핑포인트 Part.1[26]
- 2022년 10월 26일 스웨덴세탁소 - 꿈결
- 2022년 11월 29일 보라미유 - 연예인 매니저로 살아남기 OST Part.5
- 2022년 11월 30일 최유리 - 여운
- 2023년 1월 4일 WH3N - [Digital Single] 말한 적 있었어
- 2023년 1월 10일 최유리 - 미씽 : 그들이 있었다 2 OST Part.3
- 2023년 2월 3일 보라미유 - [Digital Single] 헤어지던 밤
- 2023년 3월 8일 최유리 - [Digital Single] 굄
- 2023년 3월 16일 최유리 - 사랑이라 말해요 OST Part.4[27]
- 2023년 4월 16일 볼빨간사춘기 - 사랑.zip
- 2023년 4월 21일 보라미유 - 조선변호사 오리지널 사운드 트랙 3
- 2023년 5월 30일 WH3N - [Digital Single] 출발선
- 2023년 6월 20일 보라미유 - [Digital Single] 비가 와서 그래
- 2023년 7월 5일 볼빨간사춘기 - [Digital Single] 여름날
- 2023년 7월 21일 WH3N - All of
- 2023년 8월 1일 최유리 - 남남 OST Part.3
- 2023년 8월 29일 최유리 - [Digital Single] 방황하는 젊음
- 2023년 9월 17일 보라미유 - [Digital Single] 첫사랑 다이어리[28]
- 2023년 9월 26일 스웨덴세탁소 - [Digital Single] 미안해
- 2023년 9월 28일 보라미유 - 이 연애는 불가항력 OST Part.8
- 2023년 10월 21일 최유리 - [Digital Single] [THE 시즌즈 VolⅡ. 6] <악뮤의 오날오밤> ReːWake x 최유리
- 2023년 10월 24일 보라미유 - 마음 꽃
- 2023년 10월 29일 최유리 - 여행: 플리(playlist) OST Part.2
- 2023년 11월 21일 최유리 - 생각을 멈추다 보면
- 2023년 12월 12일 볼빨간사춘기 - Merry Go Round
- 2023년 12월 15일 WH3N - [Digital Single] 소복눈[29]
- 2024년 1월 25일 스웨덴세탁소 - 푸른동경
- 2024년 1월 26일 최유리 - 환승연애3 OST Part.5
- 2024년 1월 31일 보라미유 - [Digital Single] 희재
- 2024년 2월 20일 스웨덴세탁소 - [Digital Single] 유일
- 2024년 3월 20일 WH3N - [Digital Single] The Most
- 2024년 4월 23일 스웨덴세탁소 - [Digital Single] Samsara
- 2024년 6월 13일 볼빨간사춘기 - [Digital Single] Lips
- 2024년 9월 1일 보라미유 - Clover #1
- 2024년 10월 26일 볼빨간사춘기 - [Digital Single] Bloom
- 2024년 11월 20일 스웨덴세탁소 - 오렌지빛을 쥐고
- 2025년 1월 23일 보라미유 - Clover #2
- 2025년 3월 25일 보라미유 - [Digital Single] 있잖아
- 2025년 6월 19일 보라미유 - 남주의 첫날밤을 가져버렸다 OST Part.2[30]